# Aerostat
Aerostat – statek powietrzny napełniony gazem lżejszym od powietrza (wodór, hel), unoszący się w powietrzu dzięki sile wyporu opisanej przez prawo Archimedesa. Do aerostatów zalicza się balony i sterowce.

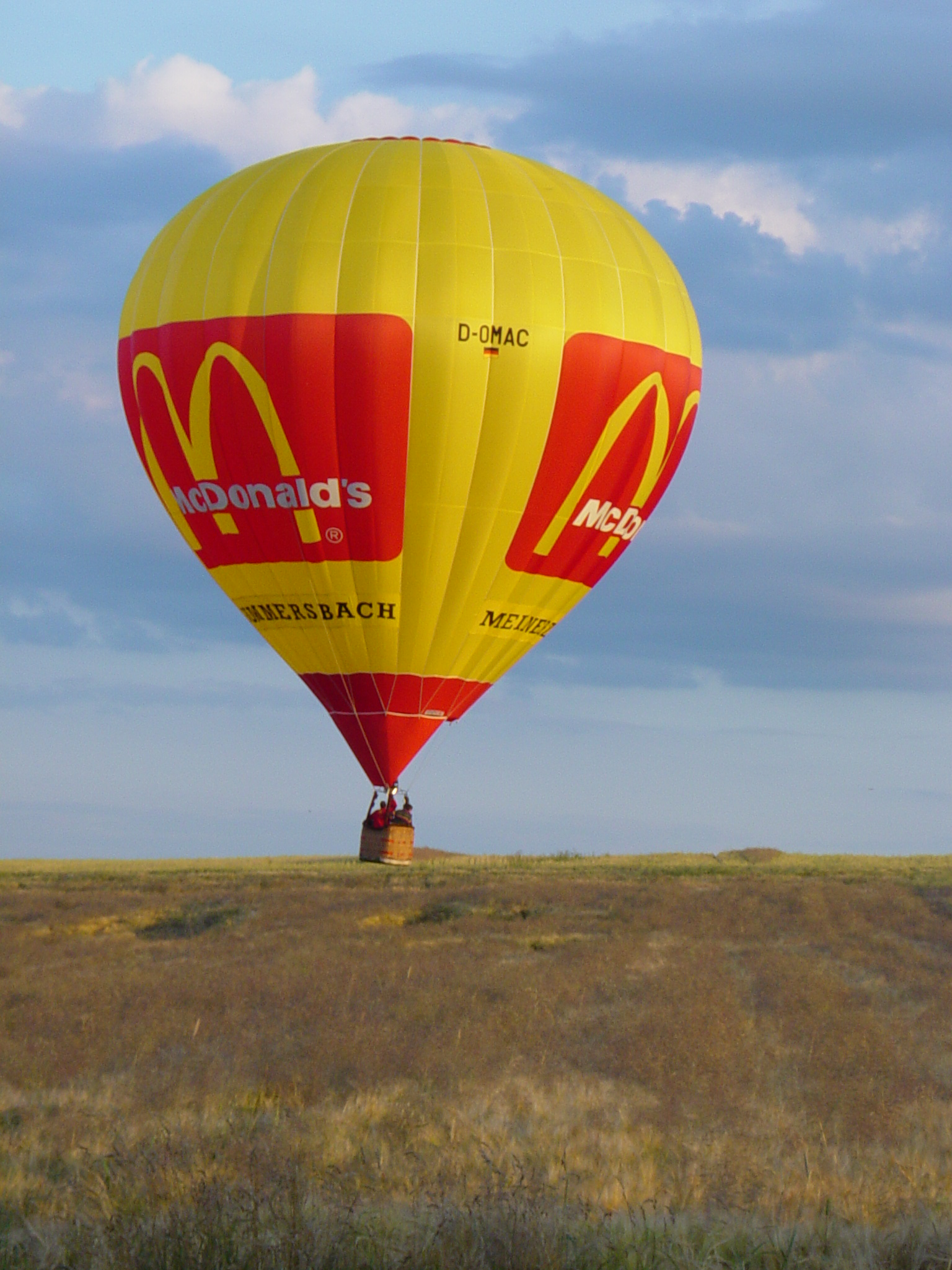
Balon
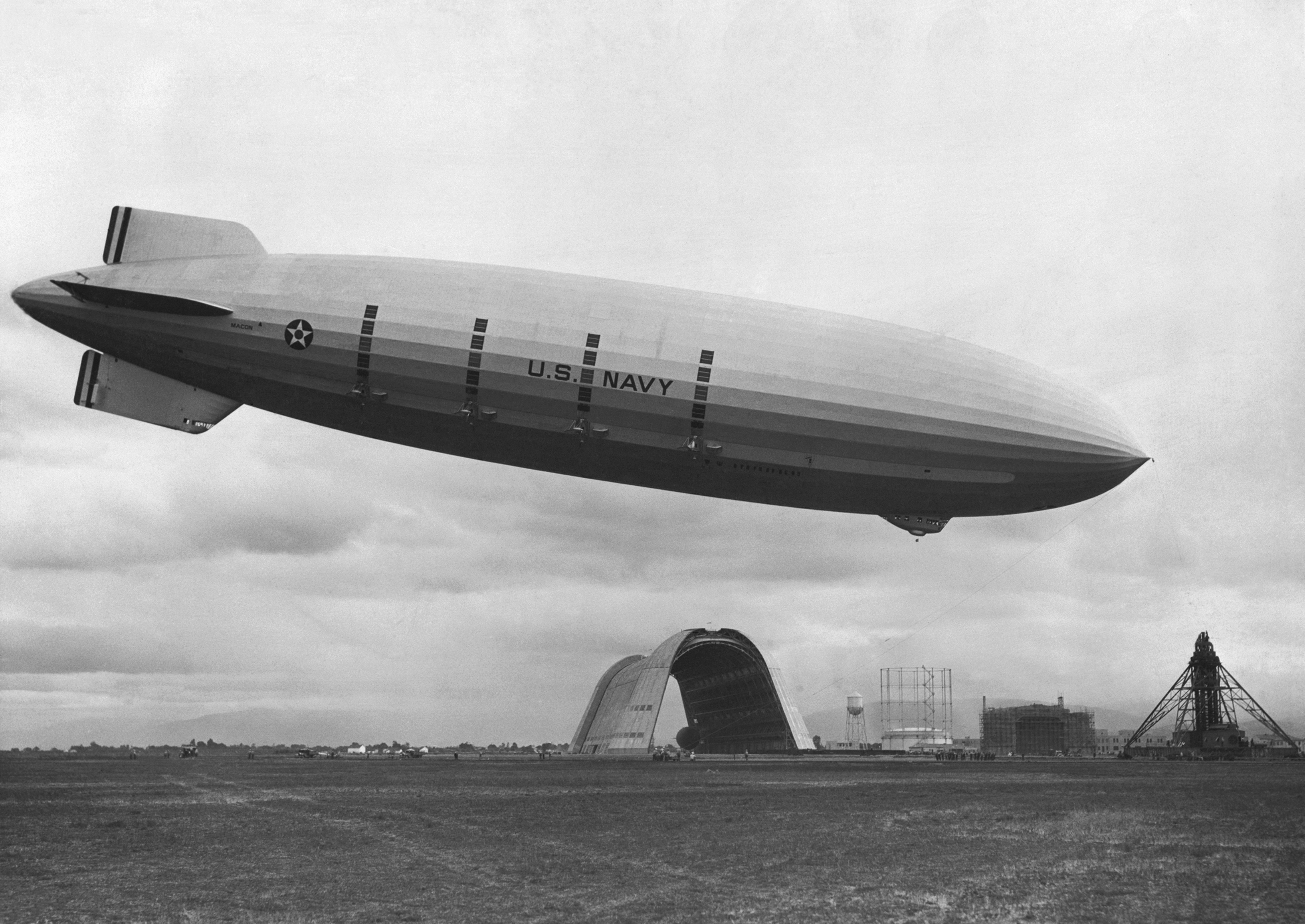
Sterowiec USS „Macon” (ZRS-5)